# Kim Grant (Fußballspieler)
Kim Tyrone Grant (* 25. September 1972 in Sekondi-Takoradi) ist ein ehemaliger ghanaischer Fußballspieler.

## Karriere
Grant begann seine Profilaufbahn 1991 beim englischen Zweitligisten Charlton Athletic. Für Charlton bestritt er 123 Zweitligaspiele und schoss dabei 18 Tore. 1996 wechselte er zum Ligakonkurrenten Luton Town. Am Ende der Saison 1995/96 stieg der Verein in die dritten Liga ab. Danach spielte er beim Drittligisten FC Millwall und Notts County. 1999 unterschrieb er einen Vertrag beim belgischen Erstligisten SK Lommel. Am Ende der Saison 1999/00 stieg der Verein in die zweiten Liga ab. 2000 unterschrieb er einen Vertrag beim portugiesischen Zweitligisten FC Marco. Im Sommer 2001 kehrte er nach England zurück. Hier spielte er bis 2003 für Scunthorpe United und Yeovil Town. Anschließend wechselte er jede Saison den Verein. 2008 beendete er seine Karriere als Fußballspieler.